# Nuevo sabor a cereza
Nuevo sabor a cereza (en inglés: Brand New Cherry Flavor) es una serie limitada de televisión de terror estadounidense creada por Nick Antosca y Lenore Zion, basada en la novela del mismo nombre de Todd Grimson. El elenco incluye a Rosa Salazar, Catherine Keener, Eric Lange, Manny Jacinto y Jeff Ward, y se enfoca en una cineasta que va a Hollywood para iniciar su carrera. La serie se estrenó en Netflix el 14 de agosto de 2021.

## Sinopsis
Lisa N. Nova (Rosa Salazar) llega a Los Ángeles decidida a dirigir su primera película. Pero cuando confía en la persona equivocada y es apuñalada por la espalda, todo se tuerce y un proyecto de ensueño se convierte en una pesadilla. Esta pesadilla en particular tiene zombis, sicarios, gatos sobrenaturales y una misteriosa tatuadora a la que le gusta maldecir a las personas. Lisa tendrá que descubrir algunos secretos de su propio pasado para salir con vida.

## Reparto

### Principal
- Rosa Salazar como Lisa Nova
- Catherine Keener como Boro / Jennifer Nathans
- Eric Lange como Lou Burke
- Jeff Ward como Roy Hardaway

### Recurrentes
- Manny Jacinto como Chris / Código
- Hannah Levien como Christine
- Siena Werber como Mary Gray / Boro
- Daniel Doheny como Jonathan Burke
- Darcy Laurie como Ralph
- Sean Owen Roberts como James

### Estrellas invitadas
- Leland Orser como Mike Nathans
- Patrick Fischler como Alvin Sender

## Temporadas
| Temporada | Temporada | Episodios | Episodios | Emisión original     | Emisión original     |
| Temporada | Temporada | Episodios | Episodios | Primera emisión      | Última emisión       |
| --------- | --------- | --------- | --------- | -------------------- | -------------------- |
|           | 1         | 8         | 8         | 13 de agosto de 2021 | 13 de agosto de 2021 |

## Episodios
| N.º | Título             | Dirigido por      | Escrito por                                                                      | Fecha de emisión original | Audiencia (millones) |
| --- | ------------------ | ----------------- | -------------------------------------------------------------------------------- | ------------------------- | -------------------- |
| 1 | «I Exist»          | Arkasha Stevenson | Lenore Zion y Nick Antosca                                                       | 13 de agosto de 2021      | —                    |
| Un futuro brillante —y lleno de oscuridad— se aproxima cuando Lisa, una directora de cine novata, conoce a un poderoso productor que quiere un poco más de lo que parece. |                    |                   |                                                                                  |                           |                      |
| 2 | «Hair of the Dog»  | Gandja Monteiro   | Mando Alvarado                                                                   | 13 de agosto de 2021      | —                    |
| Lisa, perturbada por un extraño nacimiento y unas visiones aterradoras, sigue adelante con la maldición para satisfacer su sed de venganza. Roy le ofrece ayuda.          |                    |                   |                                                                                  |                           |                      |
| 3 | «Roman Candle»     | Gandja Monteiro   | Christina Ham                                                                    | 13 de agosto de 2021      | —                    |
| Perdida en la jungla de Boro y confundida por el crecimiento de una planta, Lisa recibe una propuesta sospechosa de Lou. Después de las proyecciones, llegan los gritos.  |                    |                   |                                                                                  |                           |                      |
| 4 | «Tadpole Smoothie» | Matt Sobel        | Guion: Nick Antosca y Haley Z. Boston Historia: Alana B. Lytle y Haley Z. Boston | 13 de agosto de 2021      | —                    |
| Si se abre una extraña puerta a tus pies, ¿por qué no entrar? En medio del caos, Lou confronta a Lisa. Se materializan algunas pistas sobre el pasado de Boro.            |                    |                   |                                                                                  |                           |                      |
| 5 | «Jennifer»         | Matt Sobel        | Lenore Zion & Haley Z. Boston                                                    | 13 de agosto de 2021      | —                    |
| Una mujer salvaje se vuelve a conectar con su familia. Lou va en busca de Mary y vislumbra una manera de vengarse de Lisa. El hijo pródigo regresa.                       |                    |                   |                                                                                  |                           |                      |
| 6 | «Milk Bath»        | Jake Schreier     | Matt Fennell                                                                     | 13 de agosto de 2021      | —                    |
| Mary va más allá para hacer realidad una exigente visión. Boro comparte su historia. Lisa se siente más fuerte que nunca. Lou ejerce presión para acabar con todo.        |                    |                   |                                                                                  |                           |                      |
| 7 | «Egg»              | Jake Schreier     | Guion: Mando Alvarado y Christina Ham Historia: Lenore Zion y Nick Antosca       | 13 de agosto de 2021      | —                    |
| Desesperada, Lisa termina besando a un sapo, pero la clave está en un ritual. Lou y Jonathan comparten un momento. Un espíritu salvaje logra lo imposible.                |                    |                   |                                                                                  |                           |                      |
| 8 | «Bodies»           | Nick Antosca      | Lenore Zion y Nick Antosca                                                       | 13 de agosto de 2021      | —                    |
| Lisa necesita obtener respuestas. Ya tiene un montón de enemigos en su camino a la cima y todavía tiene deudas por saldar. ¿Alguien saldrá vivo de todo esto?             |                    |                   |                                                                                  |                           |                      |

## Producción
El 15 de noviembre de 2019, se anunció que Netflix le había dado a la producción un pedido para una serie de 8 episodios. La serie limitada fue creada, escrita y producida por Nick Antosca y Lenore Zion. Arkasha Stevenson dirigió el primer episodio. Las productoras involucradas con la serie limitada son Eat the Cat y Universal Content Productions. Junto con el anuncio del pedido de la serie, se confirmó que Rosa Salazar, Catherine Keener, Eric Lange, Manny Jacinto y Jeff Ward se habían unido al elenco. El 17 de diciembre de 2020, Hannah Levien, Leland Orser y Patrick Fischler fueron anunciados como miembros recurrentes del reparto. La fotografía principal tuvo lugar en Vancouver, Canadá y Los Ángeles, California, desde noviembre de 2019 hasta marzo de 2020. La serie se estrenó el 13 de agosto de 2021.

## Recepción
El sitio web del agregador de reseñas Rotten Tomatoes recopiló 36 reseñas e identificó el 81% de ellas como positivas, con una calificación promedio de 7.1/10. El consenso de los críticos es: «Aunque definitivamente no es para todos los gustos, Brand New Cherry Flavor es un viaje deliciosamente trastornado anclado por otra actuación increíble de Rosa Salazar». Según Metacritic, otro agregador de reseñas, la serie recibió «críticas generalmente favorables» basadas en un puntaje promedio ponderado de 62 sobre 100 de 13 reseñas.